# Chromatomyia qinghaiensis
Chromatomyia qinghaiensis este o specie de muște din genul Chromatomyia, familia Agromyzidae, descrisă de Gu în anul 1991. Conform Catalogue of Life specia Chromatomyia qinghaiensis nu are subspecii cunoscute.